# جیک هافمن
جیک هافمن (انگلیسی: Jake Hoffman؛ زادهٔ ۲۰ مارس ۱۹۸۱) یک هنرپیشه، و کارگردان اهل ایالات متحده آمریکا است. او فرزند داستین هافمن است.
از فیلم‌های معروف او می‌توان به بازی در فیلم گرگ وال استریت، نسل ام...، خواهر داماد و شکر و ادویه، نشنال لمپون آدام و ایو و سم و کیت اشاره کرد.